# Великі Шади
Великі Шади́ (рос. Большие Шады, башк. Оло Шаҙы) — присілок у складі Мішкинського району Башкортостану, Росія. Адміністративний центр Великошадинської сільської ради.
Населення — 533 особи (2010; 626 у 2002).
Національний склад:
- башкири — 95 %

У присілку народилися Герой Соціалістичної Праці Аглямов Нагім Харісламович (1932) та башкирський драматург Буляков Флорид Мінемуллінович (1948—2015).